# Абдуссамад
Абдуссамад (араб. عبدالصمد‎ — «раб Вечного», Ас-Самад («вечный») — эпитет Аллаха из 2-го аята суры Аль-Ихлас) — мужское мусульманское составное имя арабского происхождения. В не арабских странах есть несколько разных стандартов написания имени, в том числе используется транслитерация «Абдул Самад», что является, по-видимому, уклонением от арабской нормы произношения. Укороченной формой имени является имя «Самад» (араб. صمد‎).
- Абд ас-Самад
- Абдуссамад Исфахани
- Дурманов, Абдусамат Чаршанбиевич
- Тайметов, Абдусамат Тайметович
- Абдул Самад Саид
- Абдул Самад Пхутиге — шеф газеты Варта бхарати

## Самад
- Бехранги, Самед
- Саматов (фамилия)